# Бульварно-Кудрявська вулиця
Бульва́рно-Кудря́вська ву́лиця — вулиця в Шевченківському районі міста Києва, місцевості Кудрявець, Солдатська слобідка. Пролягає від Львівської площі до Галицької площі та Жилянської вулиці.
Прилучаються вулиці Ярославів Вал, Обсерваторна, Чеховський провулок, вулиці Гоголівська, Олександра Кониського, Дмитрівська, Золотоустівська та Берестейський проспект.

## Історія
Вулиця виникла в 30-ті роки XIX століття. Первісна назва — Бульварно-Кудрявська: за планом Києва 1837 року з'єднала Бульварну вулицю (нині бульвар Тараса Шевченка) з передмістям Кудрявцем.
31 жовтня (14 листопада) 1911 року група домовласників Бульварно-Кудрявської вулиці увійшла в міську думу з клопотанням про перейменування вулиці на честь Льва Толстого[джерело?]. 1914 року міська дума розглядала питання перейменування вулиці у Шевченківську
З 1919 року — вулиця Нероновича, на честь українського політичного і громадського діяча Євгена Нероновича.
З 1937 року (назву підтверджено 1944 року) — вулиця Воровського на честь революціонера Вацлава Воровського (вулицею Воровського в 1923–1937 роках називався Хрещатик).
Історичну назву вулиці було відновлено 2014 року.

## Пам'ятки історії та архітектури
Інтенсивна забудова вулиці почалася у 80–90-ті роки XIX століття.
Будинок № 2 — за цією адресою знаходяться дві давні будівлі. Одне з них — колишнє Київське художнє училище, споруджене у 1900 році за проєктом архітектора Миколи Казанського. Восени 1943 року будівлю спалили німецькі окупанти під час відступу з Києва, але після війни її відбудували. Сусідній будинок — колишня Державна казенна палата, пам'ятка архітектури 1913—1914 років.
Будинок № 3 — особняк Сербулова. Зведений у 1871–1876 роках у стилі неоготики за проєктом архітектора Павла Спарро. Власник — колезький радник Василь Іванович Сербулов з дружиною Пелагеєю Федорівною.
Садиба № 8 — комплекс прибуткових будинків міщанина В. Сафонова, що складається з головного шестиповерхового з мансардою будинку № 8, зведеного в 1912—1913 роках, та двох чотириповерхових флігелів № 8-а та № 8-б 1914—1915 років. Усі — у стилі модерн. У будинку № 8-а у вересні—листопаді 1918 року містилася редакція газети «Народня воля» — органу Всеукраїнської селянської спілки й Центрального кооперативного комітету України, проживали Андрій Ємченко (1893—1964) — фізіолог, чл.-кор. АН УРСР (з 1957) та Федір Коновалюк (1890—1984) — відомий живописець, У будинку № 8-б мешкали письменник Євген Кротевич (1884—1968) та єпископ УАПЦ Петро Тарнавський.
 Будинок № 10 — чотириповерховий житловий будинок зведений у кінці ХІХ — початку ХХ століття у стилі київського неоренесансу, в якому в 1906—1907 роках містилася київська «Просвіта», до початку 1920-х років проживали фундатори «Просвіти»: Олександр Федорович Волошинов (Волошин) (1855—1933) — музикознавець-фольклорист, член УДРП (з 1908 року — ТУПу), ради товариства «Просвіта» (голова видавничого комітету), 1917 року — член Київського губернського комітету (делегований УЦР) та Климент Квітка (1880—1953) — музикознавець-фольклорист, громадсько-культурний діяч.
Садиба № 11 — комплекс з трьох цегляних будівель (дві — 1900, одна — 1912) міських казарм, в яких містився 130-й піхотний Херсонський полк.
Будинок № 12 — двоповерховий житловий будинок купця О. Липського споруджений у 1877 році за проєктом, можливо, інж.-капітана І. Антонова у стилі пізнього клисицизму.
Будинок № 14 — чотириповерховий житловий будинок збудований у кінці ХІХ — початку ХХ століття у цегляному стилі, в якому проживав Феоктист Сушицький (1883—1920) — філолог, професор Київського університету (з 1917), ректор Українського державного університету в Києві.
Будинок № 15 — чотириповерховий прибутковий будинок правника Й. Полховського зведений у 1900-х роках будівельною конторою Я. Файбишенка у цегляному стилі, в якому жив Григорій Вовкушевський (1866–?) — правник, церковний і громадський діяч, до революції — член Київського окружного суду, за часів Української Центральної Ради — член Апеляційного суду, за Директорії входив до Надзвичайної комісії із розслідування діяльності гетьмана Павла Скоропадського та його уряду, репресований.
Будинок № 16 — триповеховий з напівпідвалом прибутковий будинок інж.-технолога Й. Добровольського зведений у 1907 році архітекторами Андрієм-Фердинандом Крауссом та П. Скультом у стилі київського неоренесансу, в якому у 1910—1913 роках діяла редакція літературно-наукового і громадського місячника «Українська хата», у 1941 році містилося окупаційне управління у справах фольксдойче.
Будинок № 18/2 — Жіноча торговельна школа. Зведена у 1901 році на кошти мецената Ніколи Терещенка, на честь його покійної дружини Пелагії Георгіївни. Проєкт будівництва розроблений цивільним інженером Павлом Голландським, будівельні роботи виконала контора київського підрядника Льва Гінзбурга.
Будинок № 19 — прибутковий будинок Септера. Належав власникові булочної і кондитерської, купцеві 2-ї гільдії Августу Яковичу Септеру. У 1899 році він придбав у Катерини Гаврилівни Флорінської ділянку, на якій знаходився двоповерховий кам'яно-дерев'яний будинок, флігель і служби. Флорінська володіла цією садибою з 1894 по 1898 рік. Для споруди нового будинку на території садиби Августу Септеру довелося узяти кредит під заставу нерухомого майна в Київському товаристві взаємного кредиту (це було досить популярно в ті часи). Будівлю в стилі європейського модерна спроєктував Мартин Клуг, автор ще більше десятка інших прибуткових будинків столиці. Будинок і флігель були споруджені в 1909–1910 роках.
Будинок № 20 — зведений у 1898 році під добродійну дитячу амбулаторію, на кошти Льва Бродського. Будівля споруджена за проєктом інж.-арх. И. Артинова у цегляному стилі з модернізованими романо-готичними деталями. Пізніше тут розташовувалася клініка Софії Олександрівни Лихарьової, яка очолювала товариство допомоги незаможним дітям з хронічними захворюваннями.
Будинок № 24 — Перше комерційне училище. Будівлю споруджено у 1897 році (архітектор інженер Георгій Шлейфер), у 1920–1923 роках зроблено надбудову. До 1903 року тут розташовувалися аудиторії та факультети Політехнічного інституту. На сьогодні у ньому розташований бізнес-центр «Ренесанс».
Будинок № 26 — будівля Народної аудиторії, зведена у 1895 році за ініціативою Товариства сприяння початковій освіті (інженер А. А. Бєлелюбський). У 1909 році будинок був перебудований архітектором Валеріяном Риковим у стилі ренесансу.
Будинок № 27 — так званий «Замок барона», особняк статського радника барона Рудольфа Штейнгеля, його син — Федір Штейнгель. У 1877 році барон Штейнгель викупив типову для тих часів садибу-кам'яницю, а архітектор Володимир Ніколаєв перебудував її у стилі неоготики. У 1901 році особняк придбав професор медицини Михайло Лапінський та влаштував у ньому фізіотерапевтичний санаторій, що діяв до 1919 року. З 1924 року будівля належить Інституту ортопедії та травматології АМН України.
Будинок № 29 — Будинок дитячого садка №13, зведений у 1938 р.
Будинок № 29-Б — Флігель житловий, зведений у 1891 р.
Будинок № 30/13 — наріжний прибутковий будинок, зведений у 1870-х роках і добудований у 1897—1898 і 1900 роках.
Будинок № 33 — фабрика «Поліграфіст» — найстаріше видавничо-поліграфічне підприємство Києва, засноване у 1923 році; торгово-виробнича компанія ТОВ «ЄЛО Лтд».
Будинок № 34 — колишня будівля ремісничого училища, зведена у 1879 році.
Будинок № 38 — чотириповерховий прибутковий будинок дружини дійсного статського радника О. Брайловської, споруджений у 1910 році за проєктом арх. Мартина Клуга у стилі модерн.
Будинок № 43 — шестиповерховий прибутковий будинок, зведений у 1911 році за проєктом арх. Миколи Яскевича у стилі раціонального модерну.
Будинок № 51 — п'ятиповерховий прибутковий будинок Карла Бульйона, споруджений у 1904 році у стилі київського неоренесансу.

## Пам'ятники та меморіальні дошки
- Пам'ятник Шандору Петефі, угорському поету (скульптор Ласло Куташ). Відкрито 12 грудня 2009 року на бульварній частині вулиці (між будинками № 8 і 11)[9].
- Пам'ятник Борисові Грінченку, українському письменнику, педагогу та громадсько-культурному діячеві (скульптор Микола Обезюк та архітектор Микола Босенко). Відкрито 23 серпня 2011 року у сквері поряд із адміністративним корпусом Київського університету імені Бориса Грінченка (Бульварно-Кудрявська вулиця, 18/2)[10].

## Персоналії
У художньому училищі у 1900–1920 роках викладали такі відомі митці, як Федір Кричевський, Олександр Мурашко, Григорій Дядченко, Фотій Красицький, Михайло Козик, Юхим Михайлів та інші. Організаторами училища були Володимр Менк, Харитон Платонов, Микола Пимоненко, Володимир Орловський, Іван Селезньов, директором — Володимир Ніколаєв
В Народній аудиторії (вулиця Бульварно-Кудрявська, 26) організовувалися лекції з медицини професора Никанора Хржонщевського, вечори-концерти Миколи Лисенка, учнів його музично-драматичної школи, зокрема класу професора співу Олександра Мишуги.
У будинку № 42 мешкали з 1916 року прабабця, дід, бабця поета Володимира Висоцького. Тут народився його батько та дядько.

## Установи та заклади
- Інститут урбаністики в м. Києві (буд. № 10-б)
- Головне управління пенсійного фонду в м. Києві (буд. № 16)
- Інститут ортопедії і травматології (буд. № 27)
- Національна академія мистецтв України (буд. № 20)

## Зображення

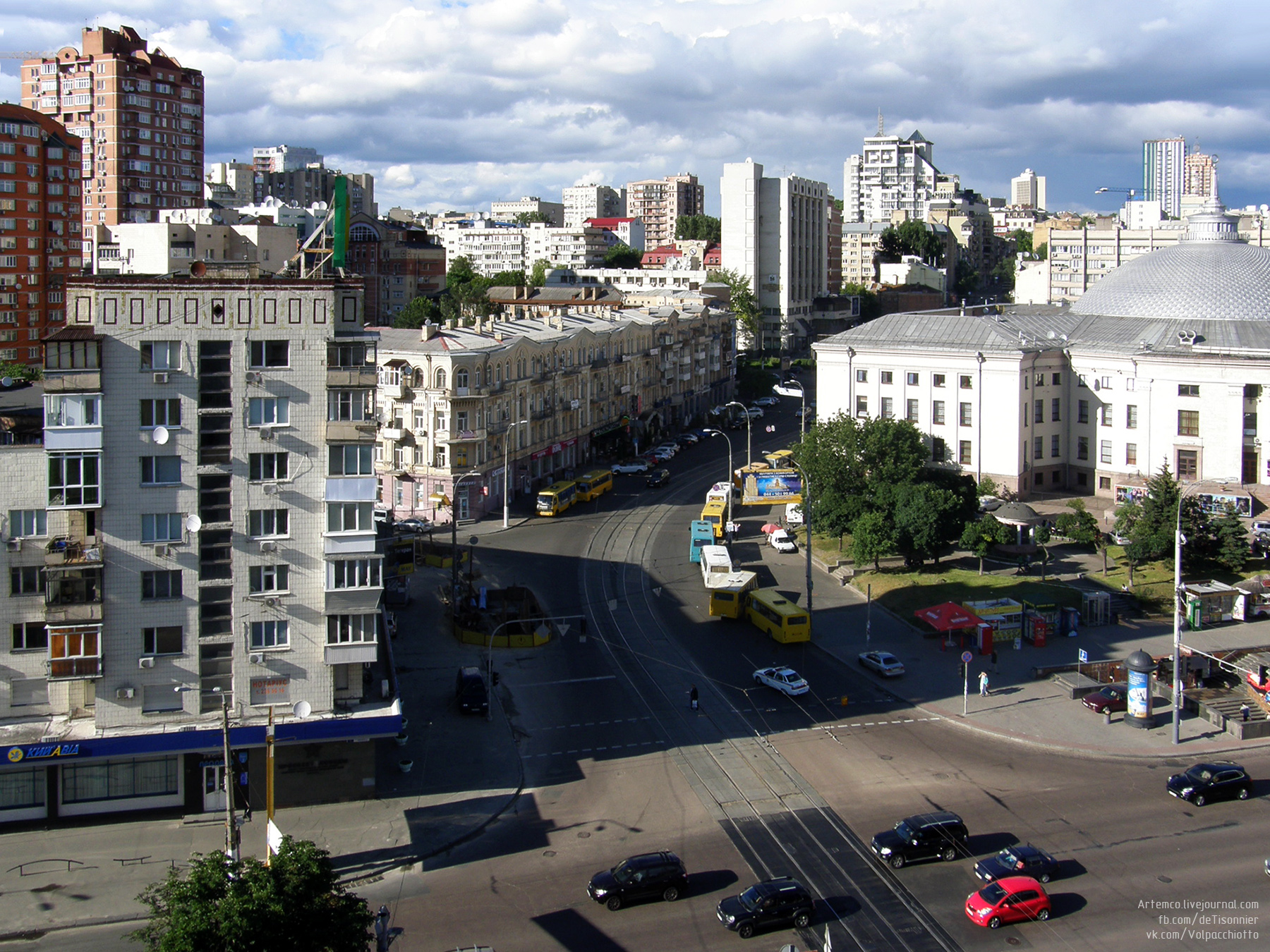
Початок вулиці від Галицької площі
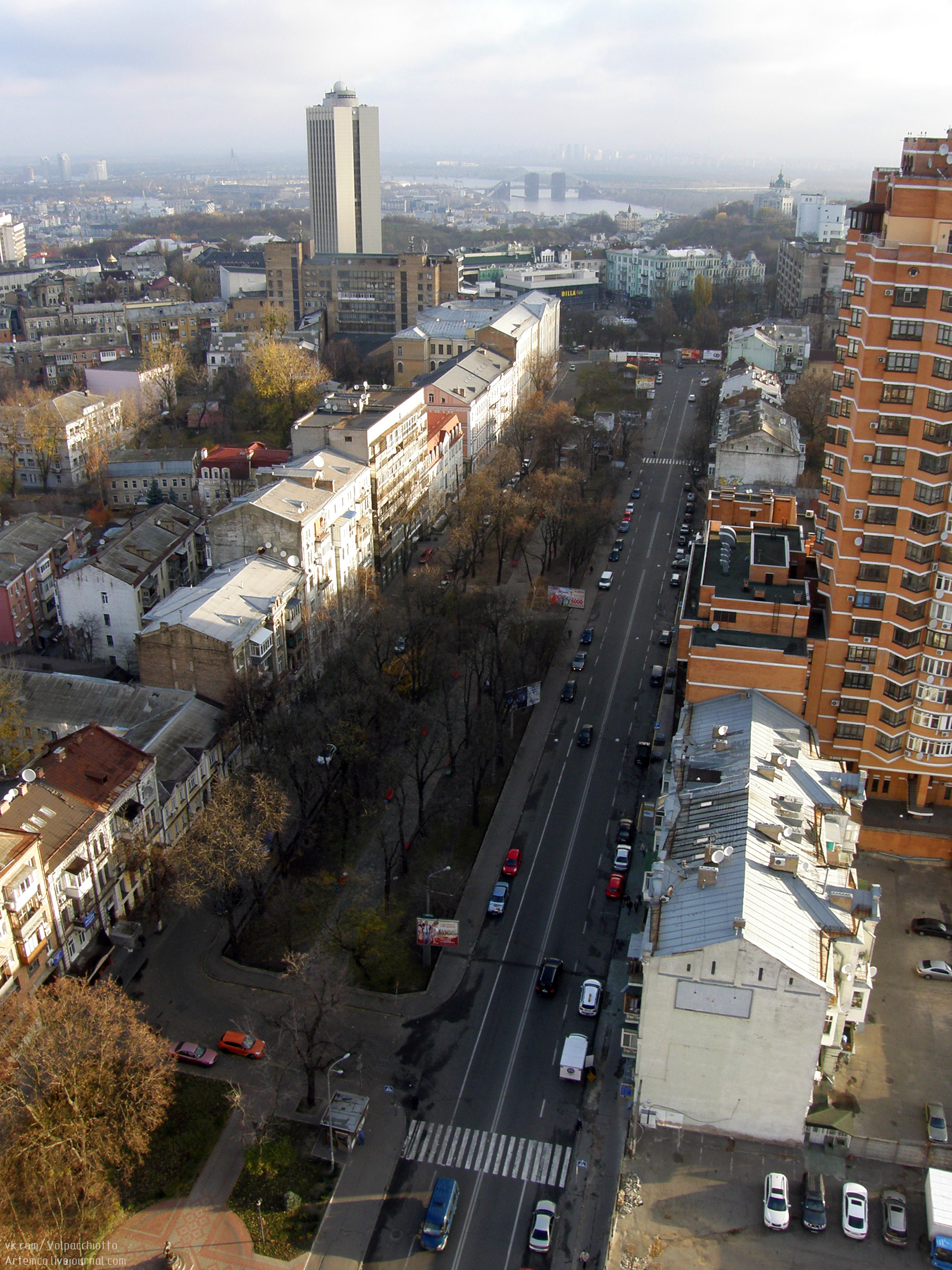
Бульварна частина вулиці
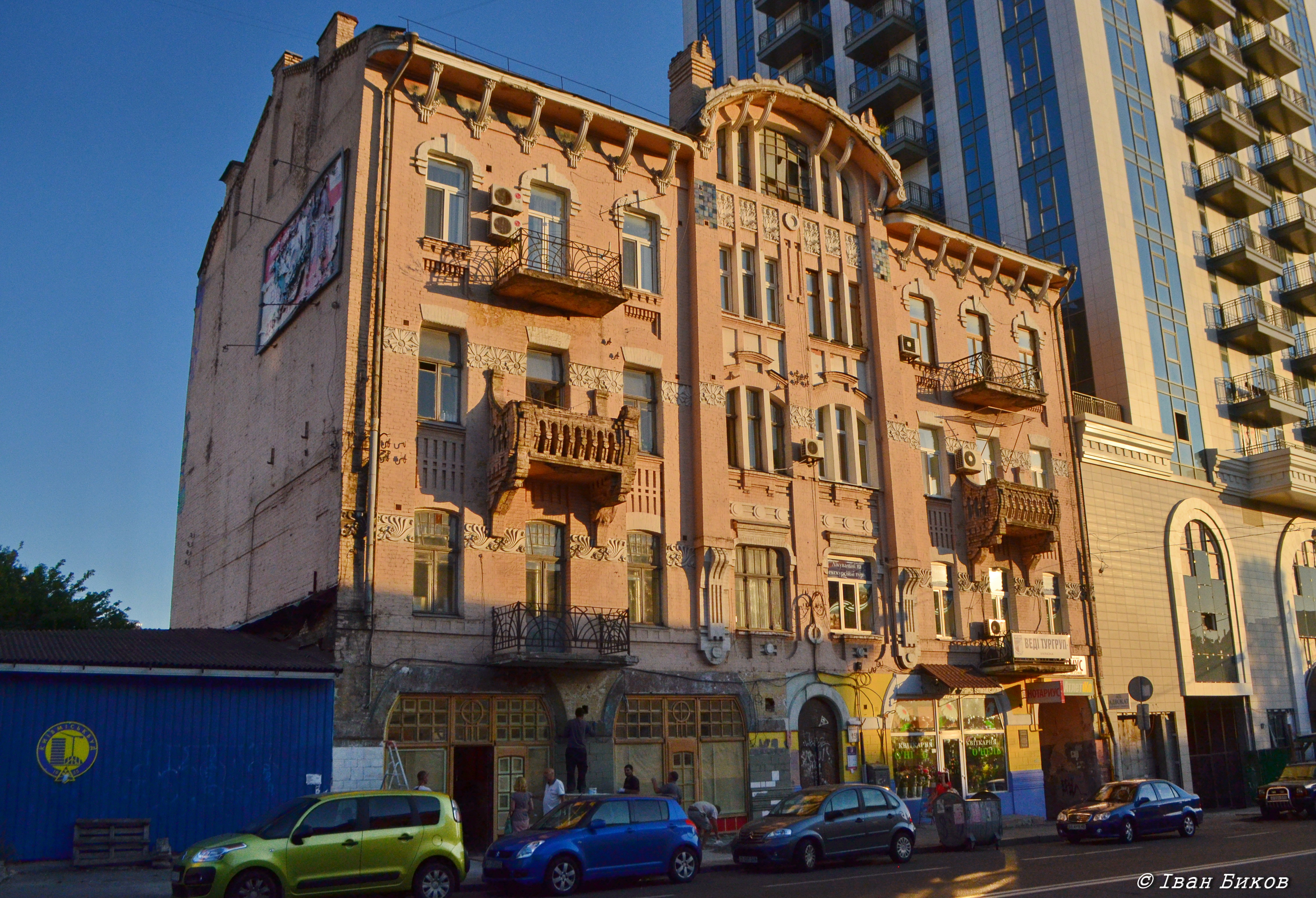
Прибутковий будинок Септера (буд. № 19)
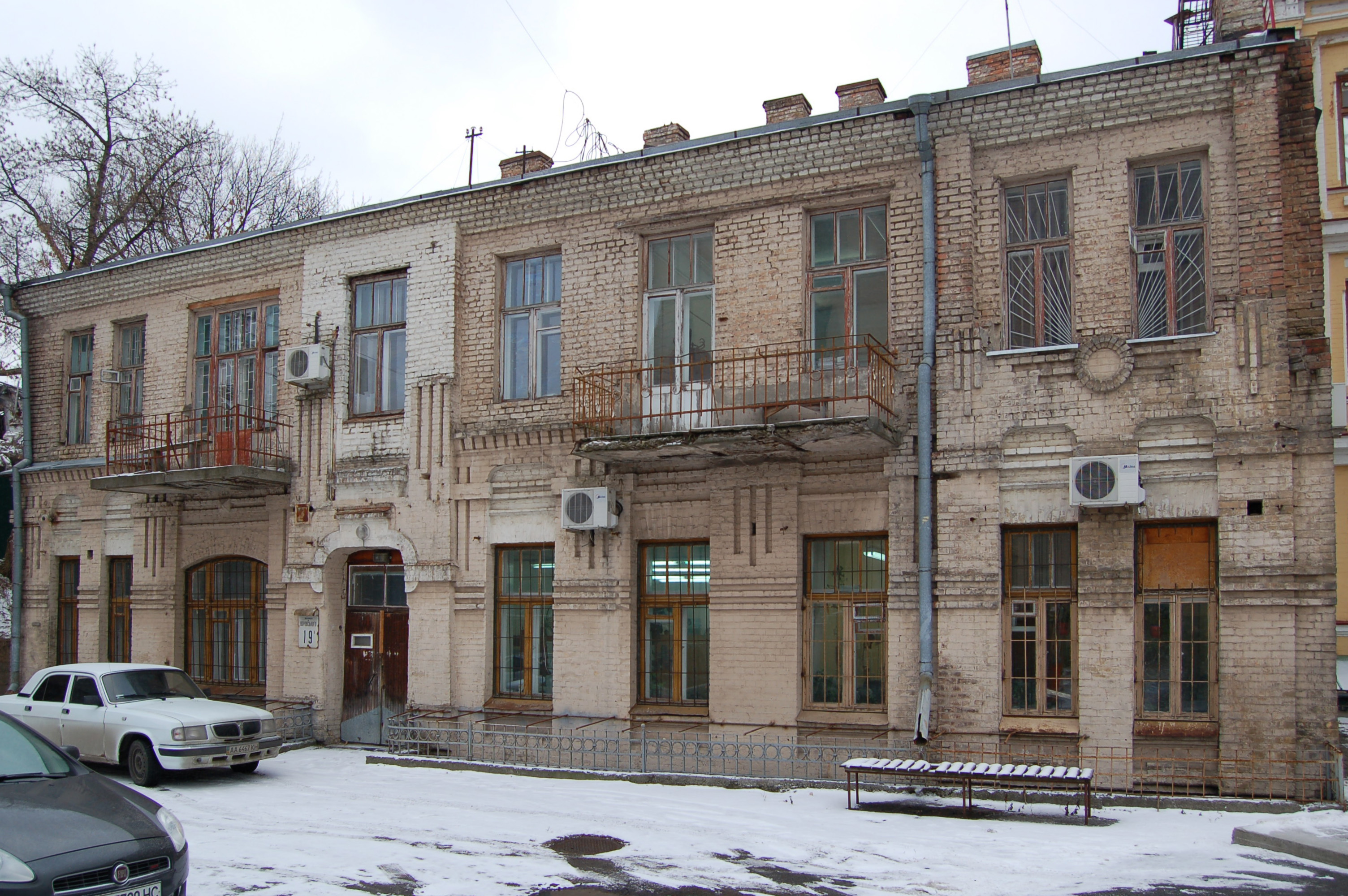
Інститут «Укрметротунельпроєкт» (буд. № 19-б)
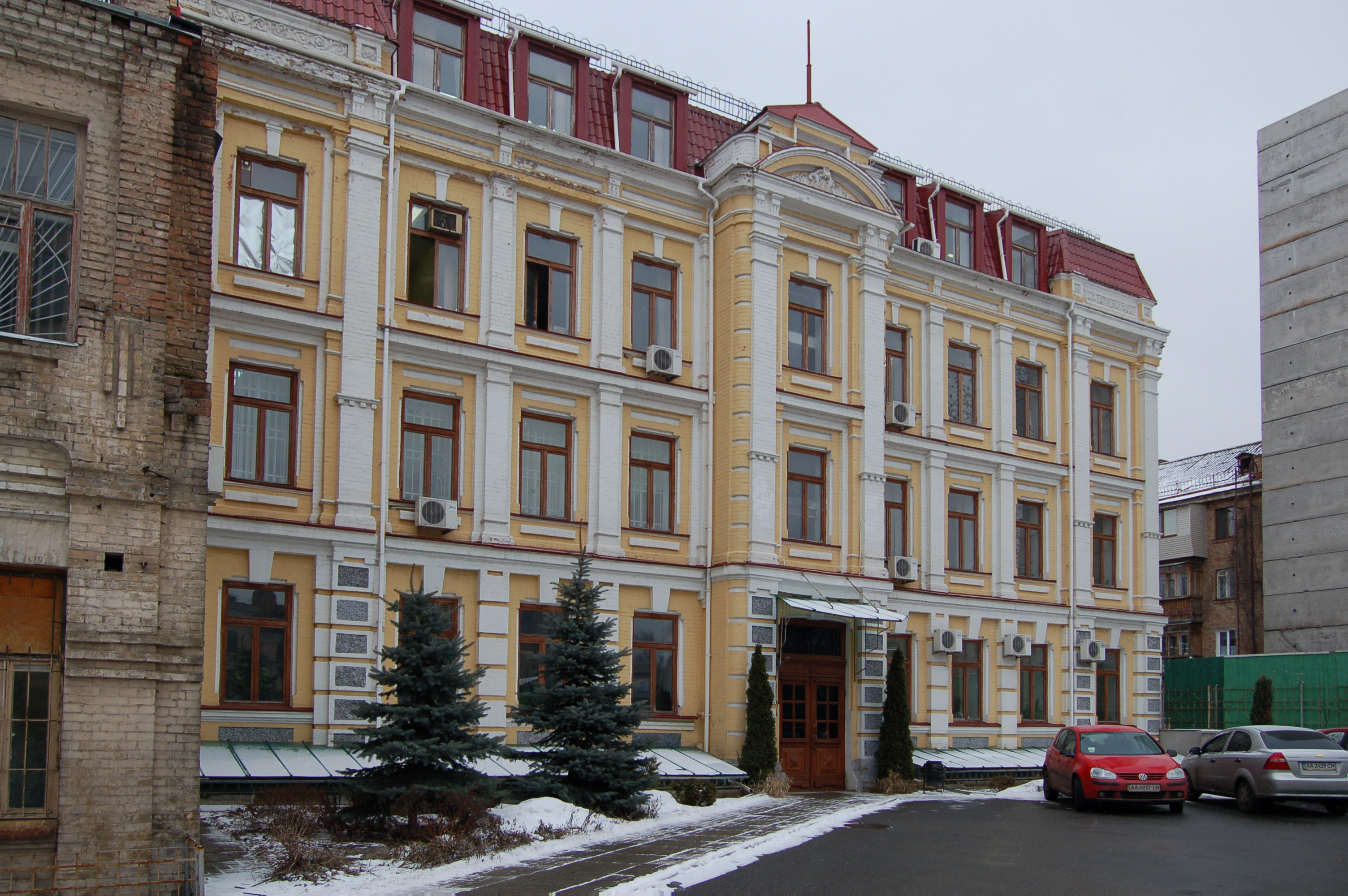
Інститут «Укрметротунельпроєкт» (буд. № 21)
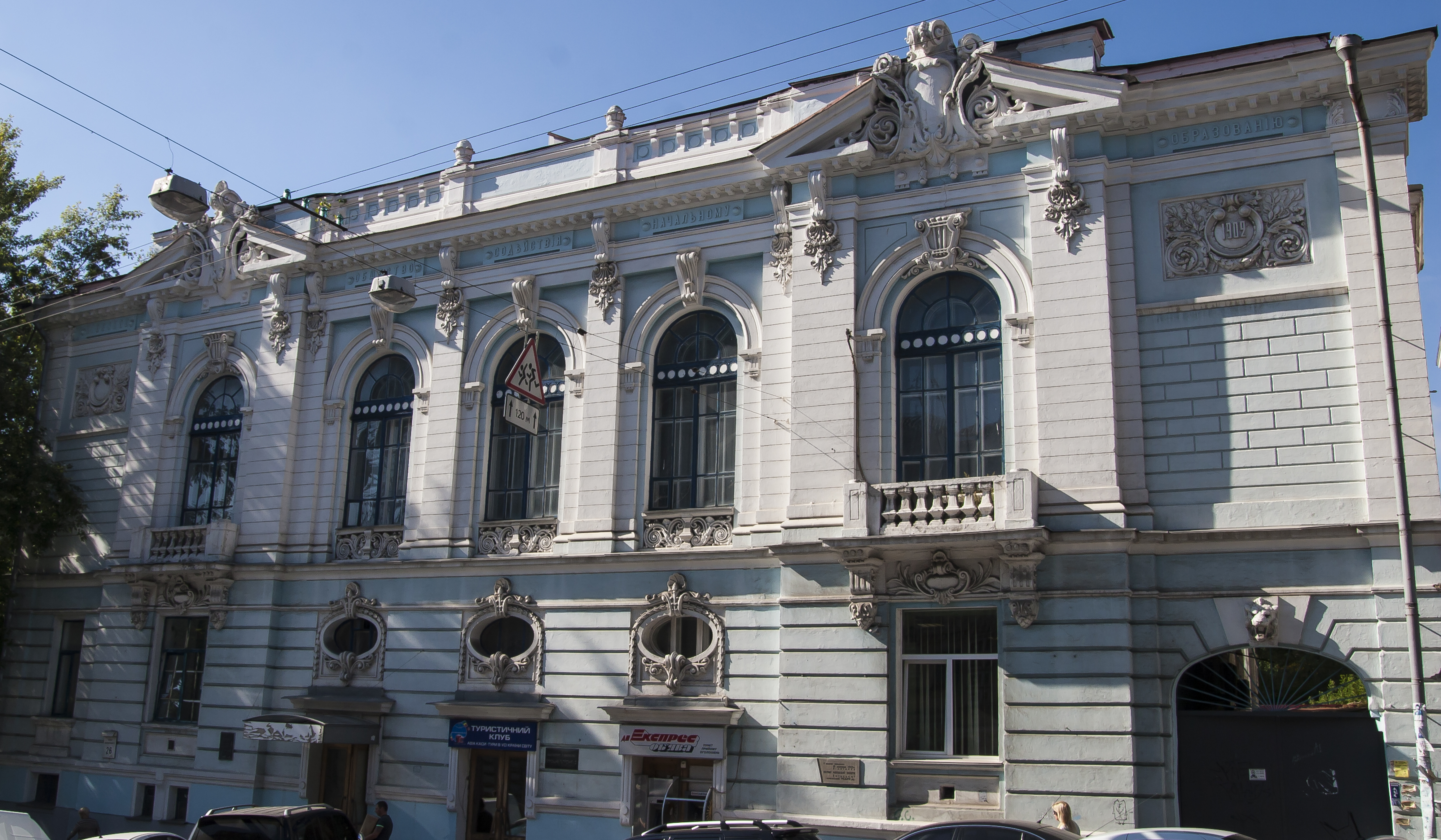
Народна аудиторія (буд. № 26)
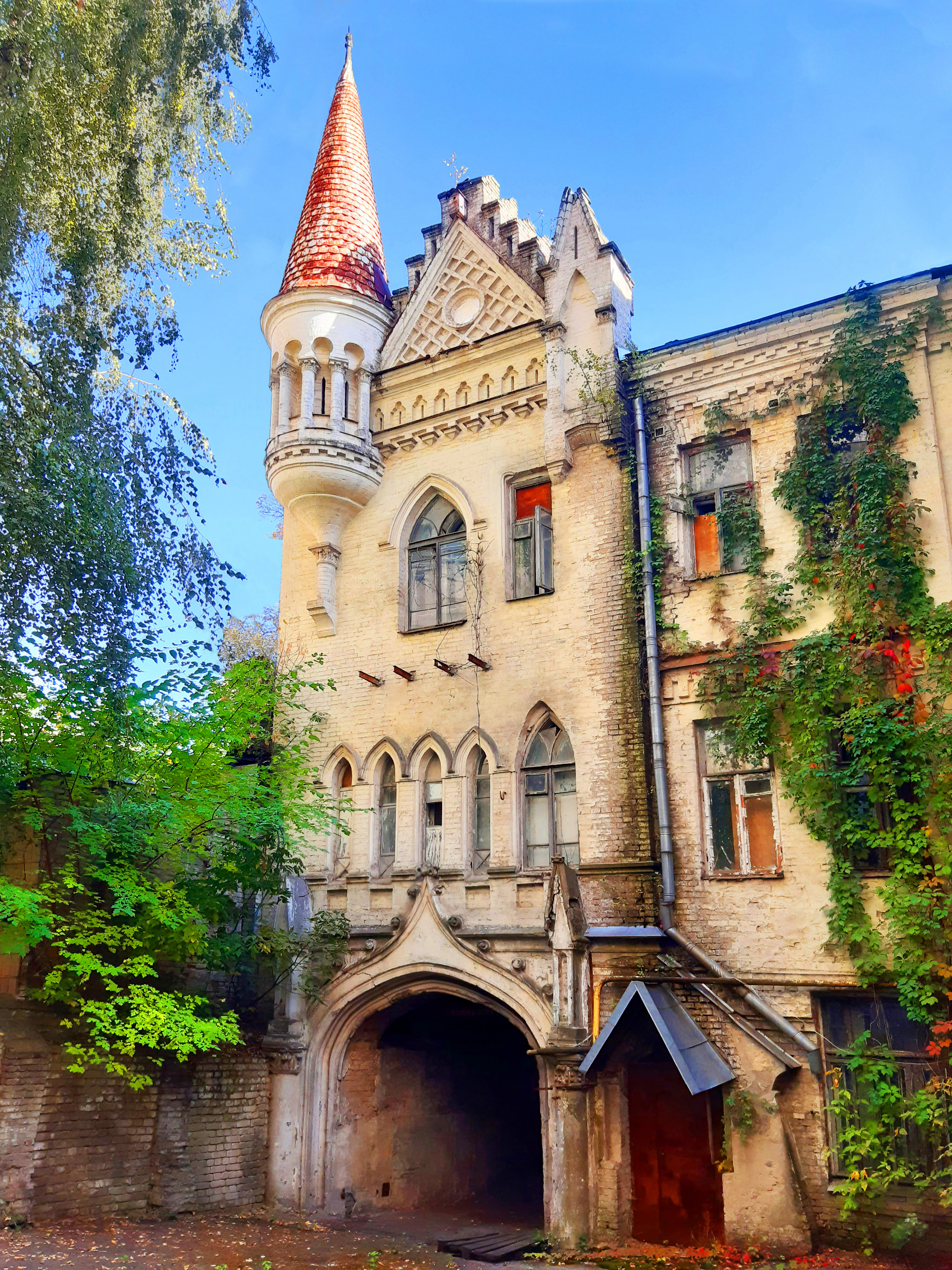
Флігель (особняк барона Штейнгеля) (буд. № 27-б)
Мурал «Чорне море» (будинок № 35)
Анотаційна дошка з колишньою назвою вулиці (буд. № 51, демонтовано)